# 镇国塔
镇国塔可以指：
- 泉州开元寺中的东塔，全国重点文物保护单位。
- 镇国塔 (卫辉市)：位于河南省卫辉市，河南省文物保护单位。
- 镇国塔 (民勤县)：位于甘肃省民勤县，甘肃省文物保护单位。